# Cheeseburger
Un cheeseburger è un tipo di hamburger, costituito da un panino ai semi di sesamo e un medaglione di carne macinata, con aggiunta di formaggio. Tradizionalmente la fetta di formaggio viene posta sopra l'hamburger poco prima che esso completi la cottura per consentire di sciogliersi. Come con altri hamburger, un cheeseburger può includere condimenti come lattuga, pomodoro, cipolla, sottaceti, pancetta, maionese, ketchup e senape.
Nei fast food il formaggio usato nei cheeseburger è solitamente formaggio fuso a fette. Altri formaggi fondenti possono essere usati come alternative. Esempi comuni includono cheddar, svizzero, mozzarella, gorgonzola, Emmental e pepper jack. I ristoranti popolari che vendono cheeseburger includono McDonald's, Burger King, Wendy's e molti altri.
Le calorie contenute in un cheeseburger semplice sono intorno alle 300 per 100 g.
La presenza di diversi ingredienti e il tipo di formaggio contenuto in un cheeseburger, possono comunque aumentare in maniera sostanziale il valore nutrizionale del panino. Ad esempio, una fetta di Cheddar aggiunge 95 calorie e 4,5 grammi di grassi saturi. Altri tipi e quantità di formaggio hanno caratteristiche diverse, a seconda del loro contenuto nutrizionale.

## Storia
Il cheeseburger divenne inizialmente popolare tra gli anni venti e gli anni trenta del Novecento negli Stati Uniti e ci sono diverse rivendicazioni su chi sia stato il primo uomo a creare un cheeseburger. Fra questi, Lionel Sternberger è noto per avere creato un cheeseburger a soli 16 anni mentre lavorava in una paninoteca di suo padre a Pasadena, in California, quando "sperimentalmente lasciò cadere un pezzo di formaggio su un hamburger sfrigolante". Altre voci dicono che il cheeseburger sia stato inventato intorno al 1934 al Kaelin's Restaurant a Louisville, nel Kentucky. Un anno più tardi, il primato fu anche attribuito al cuoco Louis Ballast del Dumpty Humpty Drive-In a Denver, in Colorado.
In Italia questo tipo di panino si diffuse a partire dai primi anni ottanta.
Oggi il cheeseburger viene consumato in tutto il mondo grazie alla notevole diffusione dei servizi di ristorazione di McDonald's e Burger King.

## Decreto cheeseburger
È stato soprannominato con il termine scherzoso  cheeseburger bill (decreto cheeseburger) il decreto approvato dal Congresso degli Stati Uniti nell'ottobre 2005, che impedisce ai cittadini di potere fare causa alle multinazionali alimentari per i danni alla salute causati dal cibo spazzatura.

## Galleria d'immagini

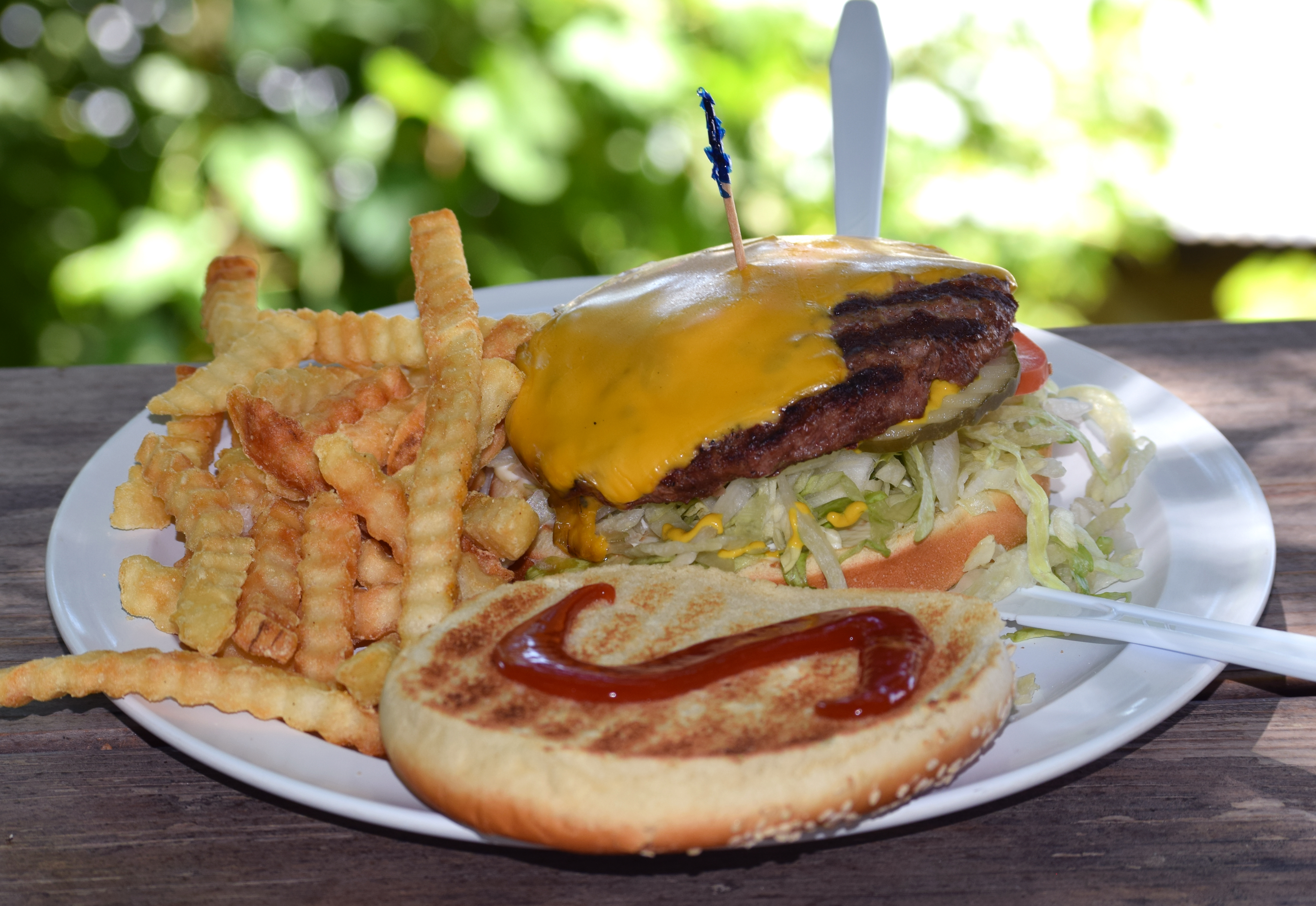
Cheeseburger servito con patatine fritte dal ristorante locale Sacramento, Swabbies Restaurant & Bar sul fiume Sacramento
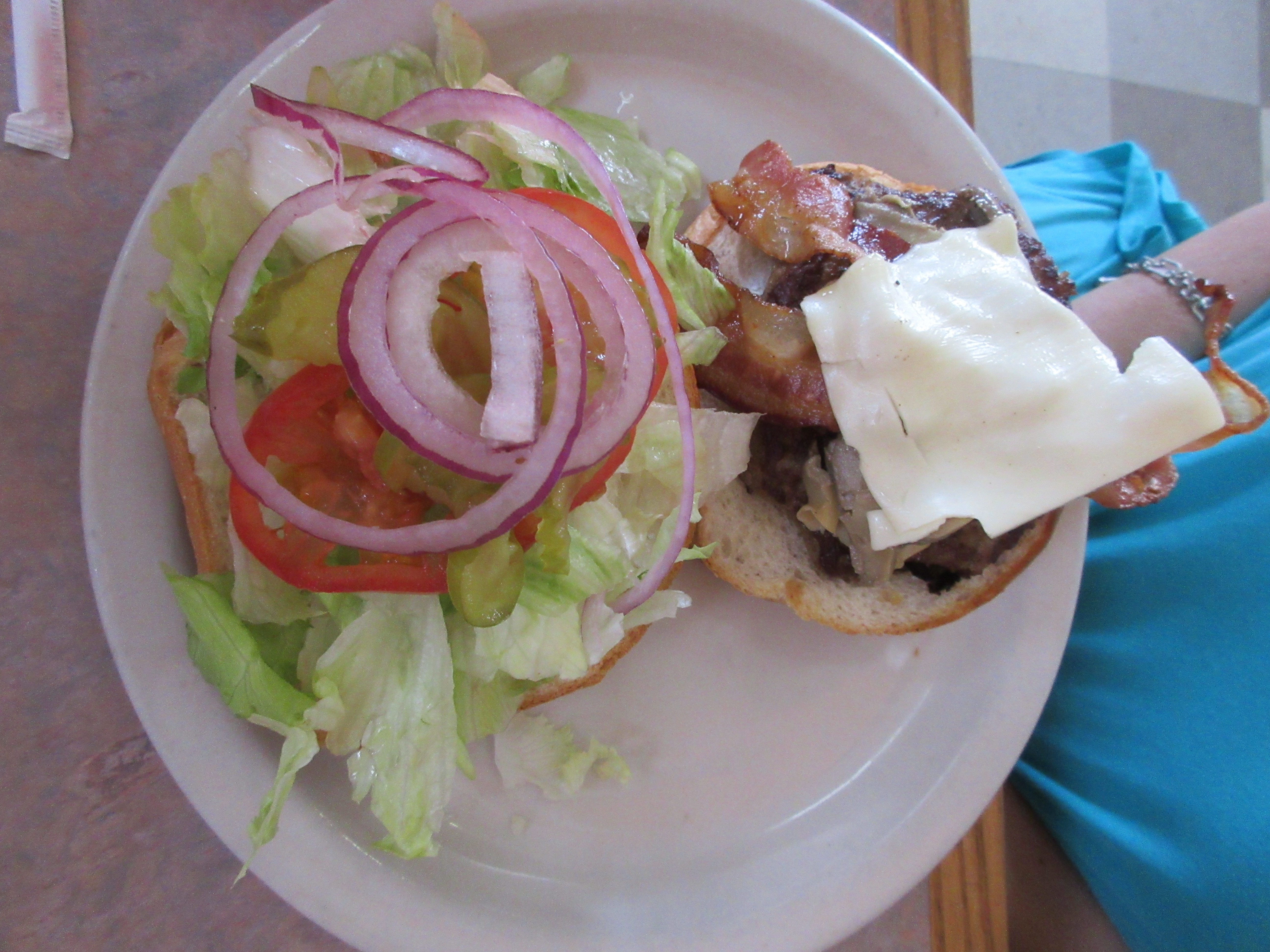
Alcuni ingredienti per il cheeseburger
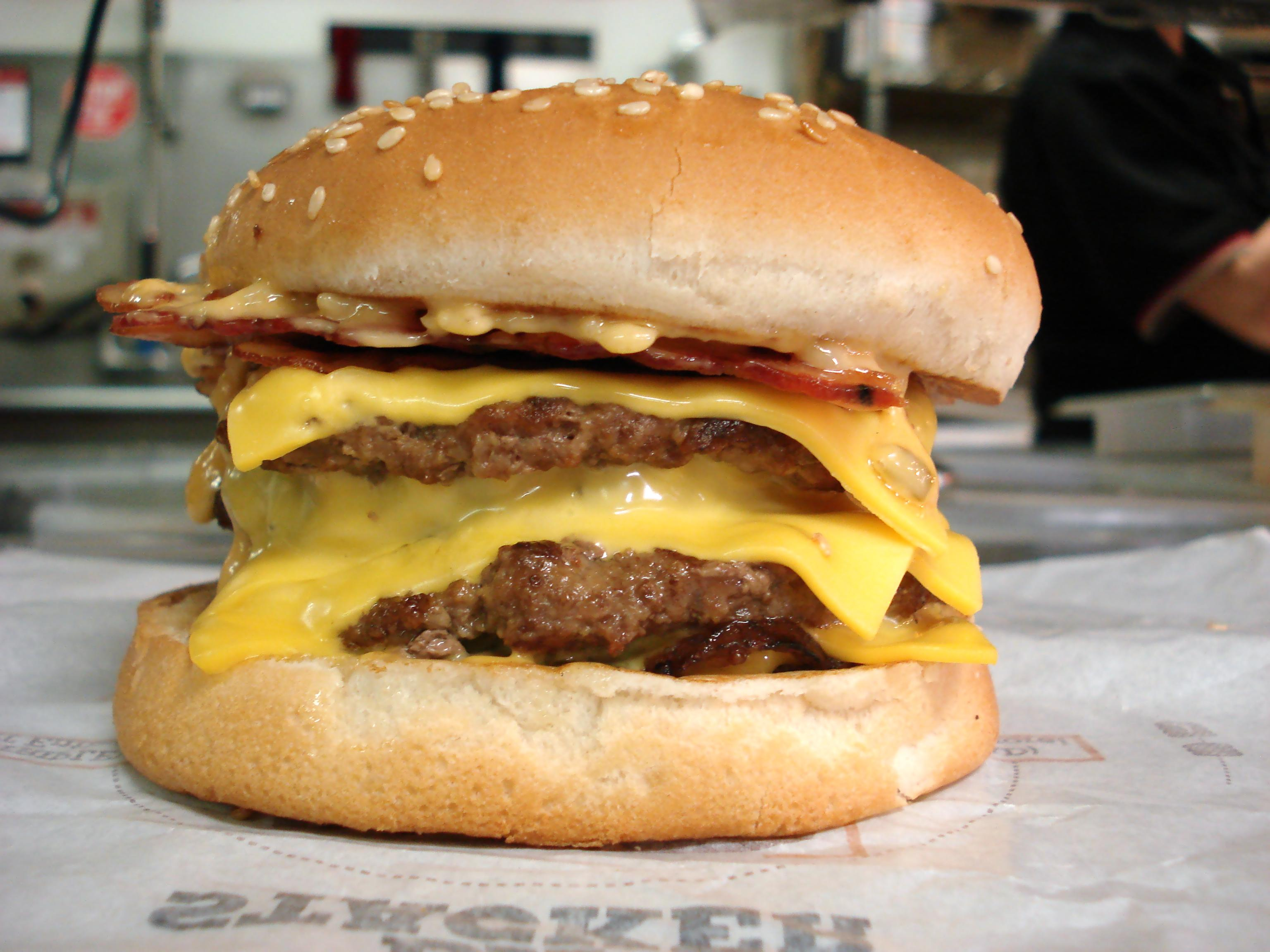
Un cheeseburger Burger King "Quad Stacker", contenente quattro polpette e pancetta
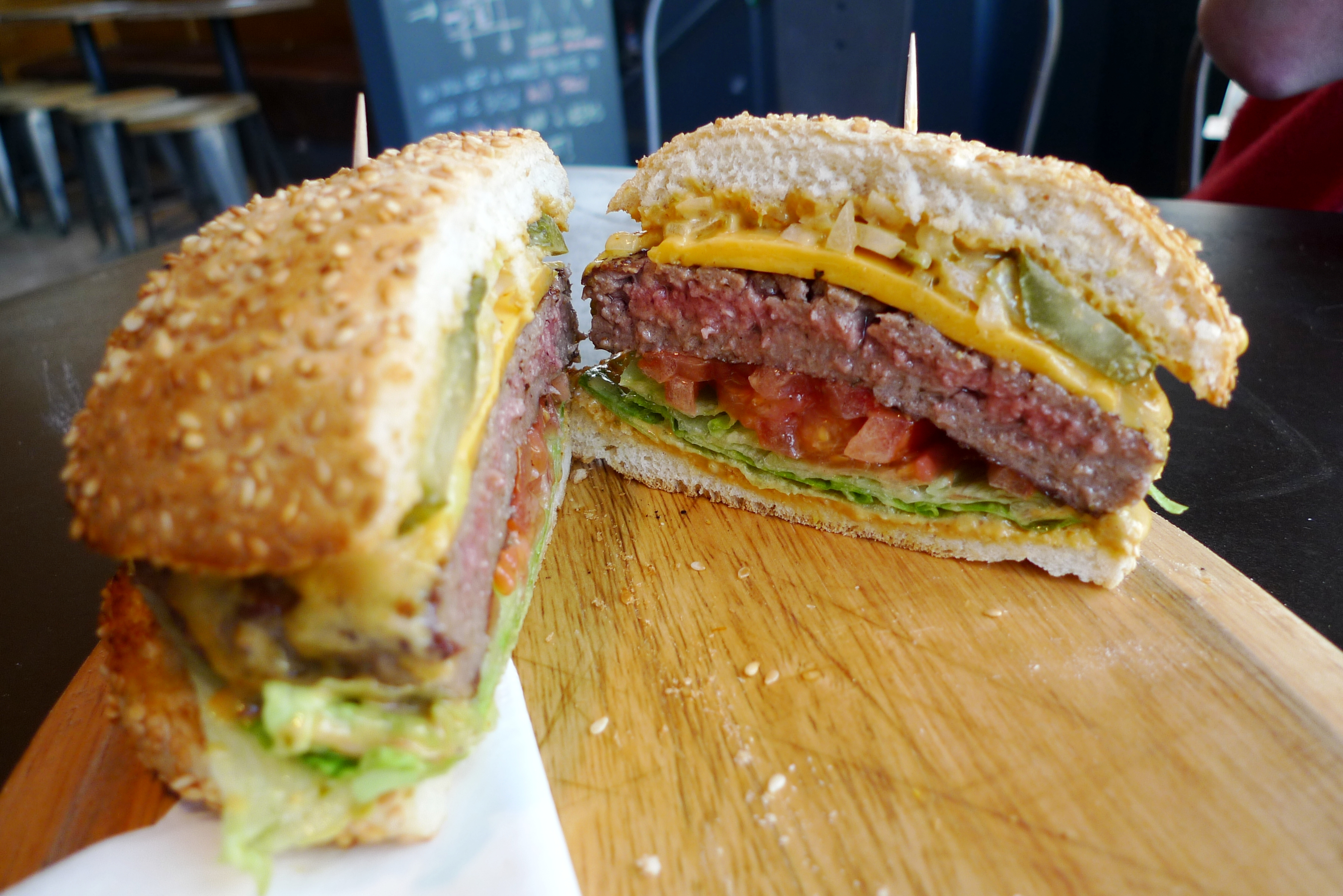
Un cheeseburger in un ristorante di Camden Town, Londra
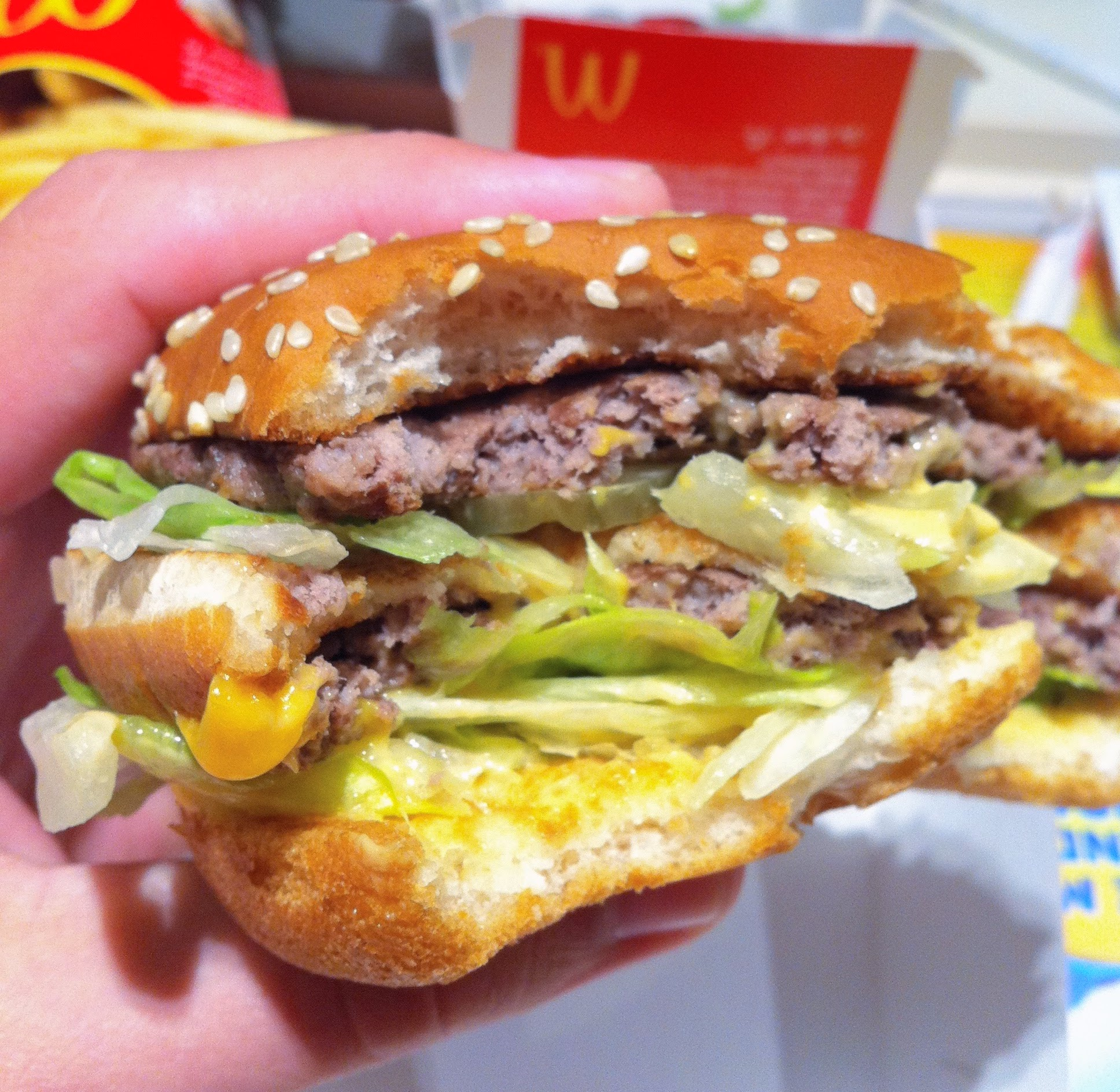
Un Big Mac di McDonald's in parte mangiato, che mostra il contenuto

## Alimenti simili
Il Jucy Lucy è una variante del panino nata a Minneapolis, dove il formaggio è inserito all'interno di due dischi di carne e non sopra di essi.